# Kurt E. Becker

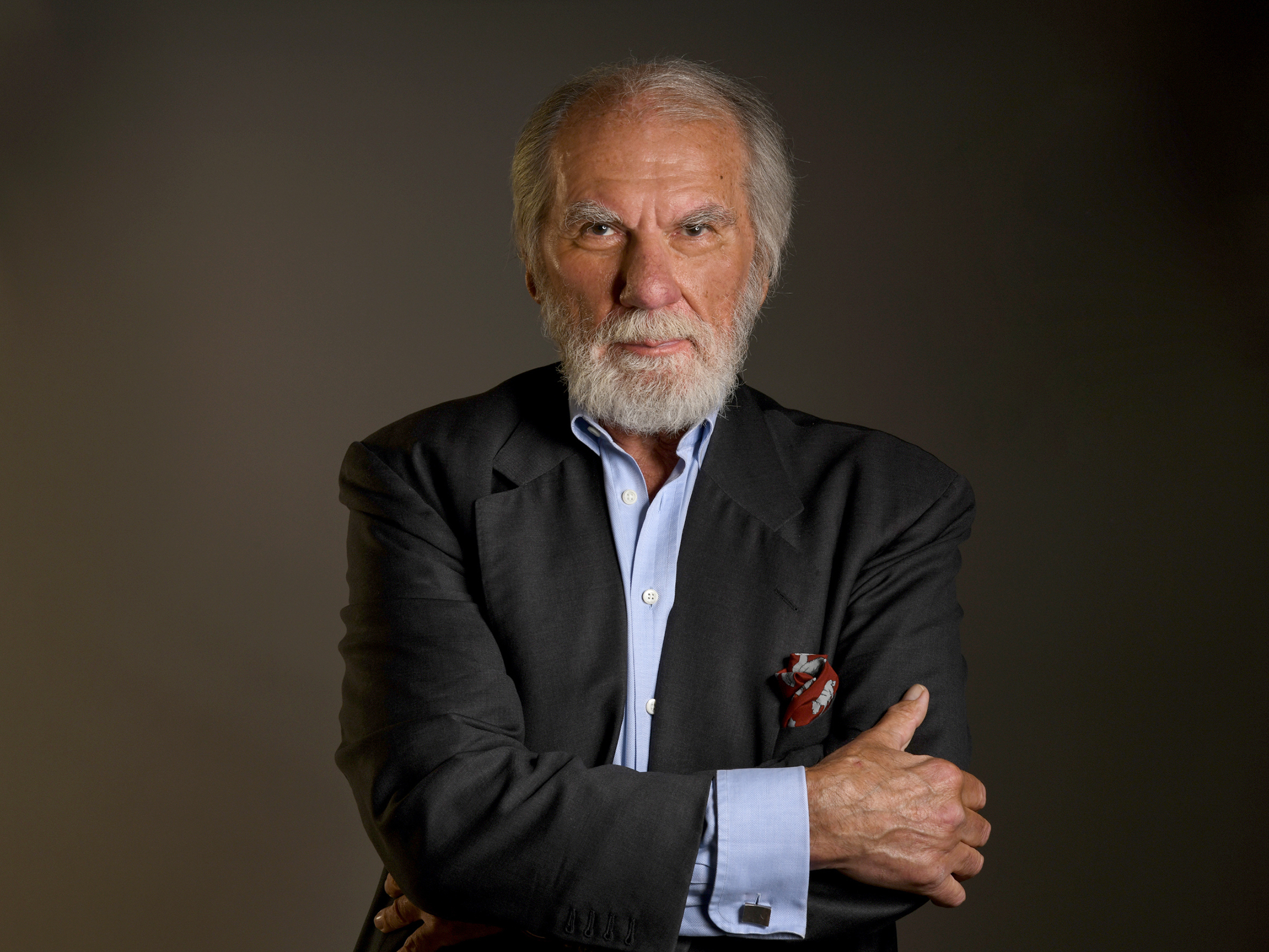
Kurt E. Becker (2023)

Kurt E. Becker (Pseudonym: Oliver Baum; * 26. Oktober 1950 in Ludwigshafen am Rhein) ist ein deutscher Publizist, Rhetorik-Lehrer, Universitätsdozent, Kommunikationsberater und Managementcoach.

## Leben und Werk
Kurt E. Becker wurde 1950 als Sohn von Hildegard Becker, geborene Böhm, und Michael Becker in Ludwigshafen am Rhein geboren. Nach dem Abitur in Frankenthal/Pfalz und einer Ausbildung als Offizier bei der Bundeswehr (Fallschirmjäger) an den Heeresoffiziersschulen in Hannover und München sowie der Kampftruppenschule in Hammelburg, letzter Dienstgrad Hauptmann der Reserve, studierte er Politische Wissenschaft, Philosophie, Soziologie, Psychologie und Pädagogik in Freiburg im Breisgau und Stuttgart. 
Charisma-Forschung
Seine Doktorarbeit Der römische Cäsar mit Christi Seele. Eine Analyse von Max Webers Charisma-Konzept unter Einbeziehung biographischer Fakten (1984, als Buch erschienen 1988), mit der er zum Dr. phil. promoviert wurde, schrieb er als M. A. bei Martin Greiffenhagen, Günter Endruweit und Eckart Olshausen. Dem Phänomen „Charisma“ gilt seither sein wissenschaftliches Interesse. Populärwissenschaftlich aufgegriffen hat er das Phänomen u. a. in seinen Essays Charisma. Der Weg aus der Krise (1996) und in Der Charisma-Faktor. Glücklichsein mit Sisyphos (2016), letzterer den berühmten Mythos sozialphilosophisch durchdringend, indem Becker Camus‘ Glücksindividualismus eine soziale Dimension verleiht: „In einem sozialen Akt der Vergemeinschaftung erweist sich Sisyphos kraft Charisma als heilsstiftender Überwinder des Absurden und Führer aus der menschlichen Sinnkrise“ (Der Charisma-Faktor, S. 10).
Philosophische, literarische, psychoanalytisch inspirierte, anthroposophische und historische Kronzeugen seiner charismatisch sinnstiftenden Vergemeinschaftungsthese sind für Becker Nietzsches Zarathustra, Goethes Faust, Freuds Moses, aber auch ein Ajatollah Khomeini, sowie Rudolf Steiner und Karl König mit ihren Ideen zur Dreigliederung des sozialen Organismus und zur Heilpädagogik.
Über das „große Böse“ im Charisma in Gestalt Hitlers hatte Becker in Charisma. Der Weg aus der Krise (S. 111 ff.) reflektiert und dazu die Philosophien eines Sokrates und eines Lao-Tse kontrastiert. Regina C. Henkel schrieb dazu im Januar 1997 in Wirtschaftsbild (S. 6 f): „Der promovierte Philosoph, Unternehmer, Management-Coach und Autor versteht es..., mehr als ein Strickmuster à la einmal rechts einmal links anzubieten. Sein Stil ist...literarisch geschliffen und filigran im Detail...Der Begriff 'Charisma' ist Beckers Vehikel, mit dem er durch Zeiten, Situationen und Philosophiegeschichte rauscht, um den Leser zu einer spannenden wie unterhaltsamen Tour der Befindlichkeiten des Menschen einzuladen.“ Olaf Lismann kommentierte am 8. November 1996 in Die Rheinpfalz: „Dieses Buch ist eine Aufforderung nachzudenken, über uns und die Welt, die wir erschaffen haben. Es ist aber auch eine Herausforderung, weil es uns, so wie wir leben, in Frage stellt.“
Dass die Krise des Menschen existentieller Natur sei, genauso wie die Chancen und Risiken zu deren Bewältigung, hatte Becker bereits 1988 in seiner Doktorarbeit Der römische Cäsar mit Christi Seele beschrieben, eine grundlegende Frage Max Webers thematisierend (S. 150): „Wenn die existentielle Problematik des abendländischen Menschen mit einer Erkenntniskrise beginnt, mit der Erkenntnis nämlich, daß Gott tot ist, dann ist die dieser Erkenntniskrise folgende eine praktische, die Frage nämlich, woran er sein Handeln in der Praxis des täglichen Miteinander orientieren soll. Nicht zuletzt darauf gibt der charismatische Führer ... eine Antwort. Und nicht zuletzt auf dieser geistig seelischen Krise des Menschen kann Totalitarismus, die entzauberte, entheiligte Form des Charismatismus entstehen.“
Das Thema „Krise“ ist auch Initial von Beckers viertem Charisma-Buch: „Der Charisma-Effekt“. Werner Rohmert schreibt dazu in seiner Rezension in „Der Immobilienbrief“ Nr. 564 vom 24. November 2023, S. 20: „Mit Hilfe seiner charismatischen Protagonisten - von Jesus Christus, Imam Khomenei, über San Myung Mun und Donald Trump bis hin zu Greta Thunberg - nimmt er uns mit auf eine bemerkenswerte Tour d‘Horizon, geleitet von der Frage, ob es denn in dieser komplexen Welt einfache Antworten geben könne. Becker macht nämlich deutlich, dass der Mensch in Krisenzeiten…immer auch auf der Suche nach Erlösung verheißenden Heilsangeboten war und ist.“
Schriftsteller und Herausgeber
Becker lebt in Emmendingen bei Freiburg im Breisgau und in Wattenheim/Pfalz, ist Autor und Herausgeber von mehr als 40 Büchern zu Fragen der Zeit und des Menschen in ihr. Seine Erfahrungen bei der Bundeswehr verarbeitete er in Romanform (Du darfst Acker zu mir sagen). Das weltanschauliche Sfumato des Romans gründet in Beckers unmittelbarer Erfahrung terroristischer Gewalt bei den Olympischen Spielen in München 1972. Dorthin war er von seiner Einheit zum Olympischen Komitee abkommandiert worden und vor Ort eingesetzt im Ehrengastbereich der Boxhalle, wenige hundert Meter entfernt vom Ort der Geiselnahme des israelischen Nationalteams durch palästinensische Terroristen im damaligen olympischen Dorf im Morgengrauen des 5. September. In einem kleinen Essay mit autobiografischem Charakter liefert Becker einige Hinweise zu seinen Eindrücken vom schicksalhaften Einbruch der Barbarei in die Friedenswelt der Olympischen Spiele 1972.
Unter anderem war er Herausgeber von Rudolf Steiner. Ausgewählte Werke in 10 Bänden. Zusammen mit Hans Peter Schreiner leistete Becker, unterstützt von Hella Wiesberger, Edwin Froböse und Friedrich Hiebel, in den achtziger Jahren des letzten Jahrhunderts Pionierarbeit bei der Publikation anthroposophischer Themen in großen deutschen Verlagen wie Kindler in München und S. Fischer in Frankfurt. Sammelbände wie Anthroposophie heute (erste Auflage 1981) oder Beckers Essay Anthroposophie – Revolution von innen (erste Auflage 1985, unveränderter Reprint 2015) erzielten hohe Auflagen. Quasi leitmotivisch für diese Publikationen schrieb Becker in der Einführung zu „Rudolf Steiner. Ausgewählte Werke“ (1985): „Den individuellen Menschen im Mittelpunkt entwickelt sie (die Anthroposophie) - ganz ohne dogmatischen Impetus - ein allumfassendes Koordinatensystem vom Besonderen zum Allgemeinen, vom Kleinsten zum Größten, vom Vergangenen zum Zukünftigen. In diesem Anspruch der Anthroposophie liegen auch ein Maßstab und eine Herausforderung für die etablierten Bollwerke jener Vorstellungen von einem ... relativen Menschen. Denn der Mensch im Mittelpunkt der Anthroposophie ist der ganze Mensch als kleinster 'Baustein' einer Einheit der Welt und gleichzeitig Abbild einer kosmischen Gesamtheit.“ (Band I, S. 17).
Veranstaltungs- und unternehmerische Initiativen
Becker ist Mitbegründer der „BSK Becker + Schreiner Kommunikation GmbH“ in Willich, betreute unter anderem die Öffentlichkeitsarbeit der Baumeister-Haus GmbH in Frankfurt, die deutschsprachige Öffentlichkeitsarbeit von Jones Lang LaSalle (von Januar 1988 bis Ende 2021) und war Autor im deutschsprachigen Blog von „JLL - vorBUILDer - Der CRE Immobilien Blog von JLL Deutschland“. 1988 war Becker Initiator des „Club der Kurpfälzischen Wirtschaftsjournalisten“. Gert Goebel, damals Wirtschaftschef des „Mannheimer Morgen“, wurde dessen erster Vorsitzender (bis 2019) und Dieter Mauer, damals Chef des privaten Hörfunksenders RPR in Ludwigshafen, sowie Kurt E. Becker, damals u. a. Kommunikationschef Pegulan-Werke in Frankenthal, wurden dessen Stellvertreter. Becker war für die Konzeption, Organisation und Moderation zahlreicher Veranstaltungsreihen wie „Frankenthaler Gespräche“, „Bauen und Leben“, „Futurion“, „Wirtschaft und Gesellschaft im neuen Jahrtausend“ verantwortlich. Bereits 1983 thematisierte er als Leiter der „Frankenthaler Gespräche“ die brisante Frage nach einer „Weltmacht Islam?“. Und ein Jahr später rückte er in der gleichen Veranstaltungsreihe die Anthroposophie in den Fokus öffentlichen Interesses: „Im Mittelpunkt der Mensch“. U. a. Manfred Schmidt-Brabant, Konrad Schily und Ernst Schuberth waren Beiträger des Kongresses. Von Becker konzipiert und moderiert und in Kooperation mit der Universität Witten Herdecke sowie der früheren Thyssen AG als Sponsor und Organisator realisiert, wurde 1996 unter Schirmherrschaft des damaligen Bundeskanzlers Helmut Kohl die „Digitalisierung“ thematisiert. Beiträger des Düsseldorfer Symposions „Die Informationsgesellschaft im Neuen Jahrtausend“ waren zum Beispiel Arnulf Baring, Johan Galtung, Neil Postman und Alphons Silbermann. In den Jahren 1997/1998 folgte in Erfurt, Hamburg und Berlin die Kongressreihe „Geht uns die Arbeit aus? Beschäftigungsperspektiven in der Gesellschaft von morgen“, dokumentiert als gleichnamiges Buch im Campus Verlag 1998 mit Beiträgen zum Beispiel von Gail D. Fosler, Gunda Röstel, Peter Glotz, Gregor Gysi, Lothar Späth, Reinhard Marx, Claus Wisser und Jeremy Rifkin. In der Einleitung zu diesem Buch schrieb Becker (S. 14): „Auf dem Prüfstand steht nichts anderes als das So-und-nicht-anders-Gewordensein der Industriegesellschaft vornehmlich westlicher Prägung im allgemeinen, sowie deren dadurch in ihrer Lebensweise und in ihrem Verhalten geprägten Individuen im besonderen. Fraglos: Die moderne Welt ist an einem Scheideweg angelangt.“
Auf mediales Interesse stießen auch die Einzelgespräche der Frankenthaler

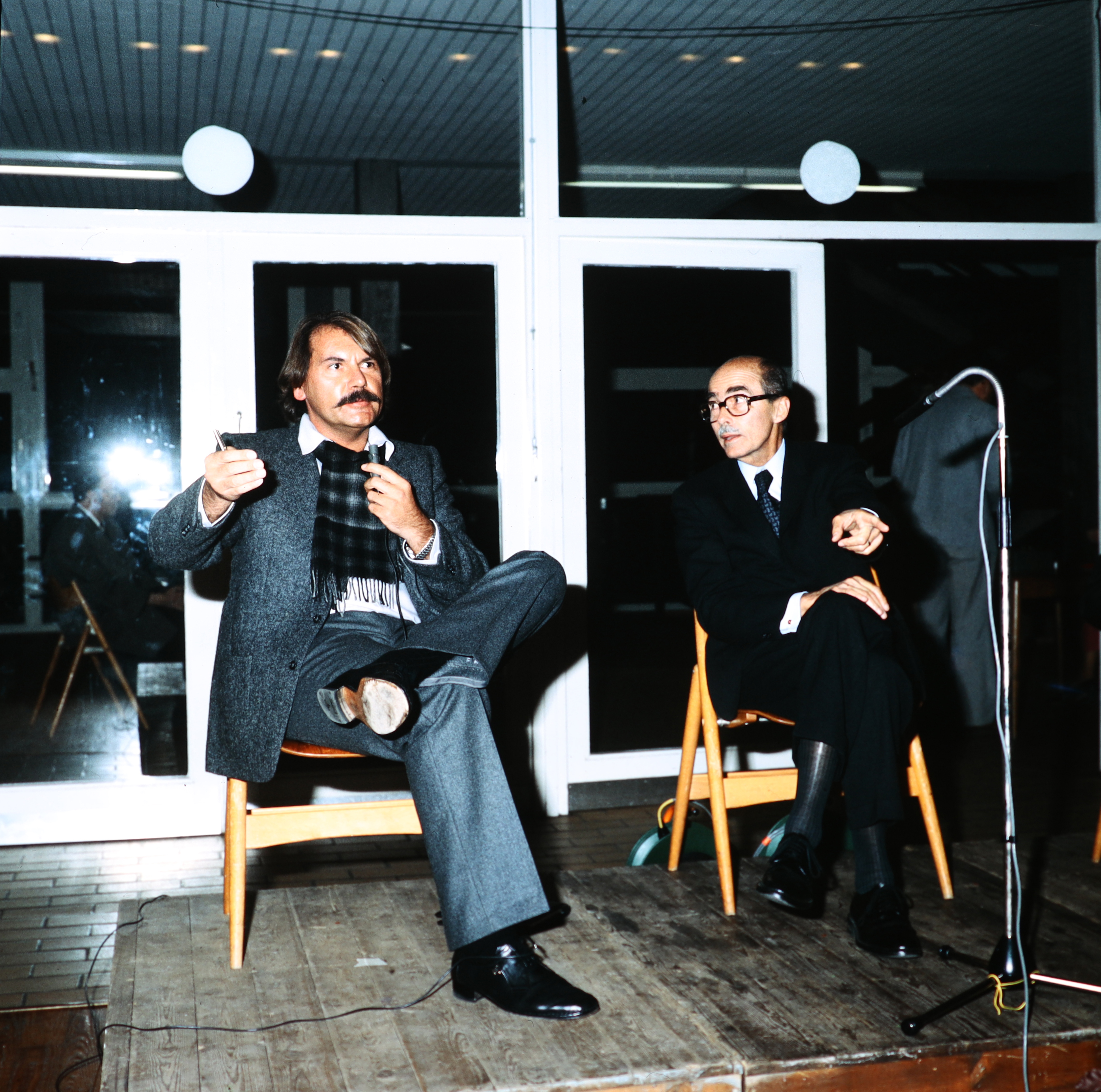
Kurt E. Becker (links) im Gespräch mit Otto von Habsburg (1982)

Veranstaltungsreihe – mit Esther Vilar etwa über ihr damals neues Buch Alt. Manifest gegen die Herrschaft der Jungen (1980), mit Mehdi Navab-Motlagh, damals Botschafter der Islamischen Republik Iran in Deutschland, über die Revolution in seinem Land (1981), mit Ephraim Kishon über Israel (1981), mit Erhard Eppler über die „Friedensbewegung“ (1982) oder mit Otto von Habsburg über „Konservatismus“ (1982), die beiden Letzteren auch dokumentiert in der begleitenden Buchreihe Frankenthaler Gespräche, erschienen im gleichen Jahr in der Pfälzer Verlagsanstalt, Landau/Pfalz. Zwischen 1982 und 1985 verzeichnete die Buchreihe insgesamt acht Bände, der letzte zum Thema „Menschenrechte“ basierend auf einem zweitägigen Symposion in Waldkirch/Brsg., unterstützt von der Stadt Waldkirch und ihrem Bürgermeister Richard Leibinger, mit Beiträgen zum Beispiel von Romani Rose, Hadayatullah Hübsch, Julius H. Schoeps, Paul Goma und Wladimir Maximow.
Als Executive Coach arbeitet Becker für Führungskräfte in der Wirtschaft im deutschsprachigen Raum. Darüber hinaus konzipiert und implementiert er mitarbeiterzentrierte Führungsstrukturen in Unternehmen. Sein Coaching-Konzept basiert auf der Entwicklung charismatischer Persönlichkeitspotentiale.
Gemeinsam mit Rudolf M. Bleser, damals Verlagsleiter der Verlagsgesellschaft Rudolf Müller, Köln, sowie dem Krefelder Personal- und Unternehmensberater Bernd Heuer kreierte Becker 1990 das Fachmagazin Immobilien Manager, für das er als „Oliver Baum“ viele Jahre Porträts über Protagonisten der Immobilienbranche und später unter seinem eigenen Namen auch Glossen schrieb.
Zwischen 2006 und 2012 konzipierte Becker Kooperationsprojekte für die Energie- und die Immobilienbranche in Deutschland. So etwa die Denkwerkstatt ENRESO 2020 (Energy – Real Estate – Economy – Society), den „Prom des Jahres“, einen Wettbewerb für die energieeffizienteste gewerblich oder öffentlich genutzte Immobilie Deutschlands, sowie die „Bildungsinitiative Energie“, die das Thema „Energie“ in der deutschen Bildungslandschaft als Lebens- und Lernziel verankern wollte, ein Gemeinschaftsprojekt mit den Euroschulen (Aschaffenburg) und deren damaligem Geschäftsführer Wolfgang Gärthe. Der „Prom des Jahres“, ausgeschrieben in drei Kategorien und pro Kategorie dotiert mit einem Preisgeld von je 20.000 Euro wurde von 2008 bis 2013 insgesamt fünfmal verliehen. Für den Vorsitz der Prom-Jury hatte Becker Gerd Hauser gewinnen können.
Von Beckers Initiativen fand das Thema „Klima und Umwelt im bebauten Raum“ früh Beachtung. Die gesamte Veranstaltungs- und Buchreihe „Forum Bauen und Leben“, mäzenatisch gefördert von der Baumeister-Haus-Kooperation und ihrem damaligen Geschäftsführer Klaus Waltenbauer, war nicht zuletzt getragen von dem Gedanken, Ideen für ein zeitgemäß menschengemäßes und gleichzeitig nachhaltiges Bauen zu entwickeln. Zwischen 1986 und 1994 waren in der Forumsreihe insgesamt zehn Bände erschienen mit Beiträgen von Antje Flade, Sylvia Greiffenhagen, Lutz Kandel und Alphons Silbermann. Programmatisch hatte Detlef Glücklich, damals Professor für Bautechnik an der Universität Hamburg und einer der Wegbereiter des ökologischen Bauens in Deutschland, den konzeptionellen Ansatz der Initiative im Band 1 (S. 93) folgendermaßen auf den Punkt gebracht: „Der Blickpunkt ist also nicht mehr nur der Mensch, der im Mittelpunkt der Welt stand, sondern der Blickpunkt ist der, dass der Mensch ein Teil der Natur ist.“ In die Tradition dieses Denkens einzuordnen ist auch Beckers Buch „Der behauste Mensch“. In dessen Einleitung schreibt er (S. 20): „Behaustsein ist das Ergebnis eines umfassend-schöpferischen Prozesses in und an den Wirklichkeiten unserer Welt und wird so als Wirkung wiederum selbst zum kulturellen, sozialen, politischen, ökonomischen und ökologischen Element des Wirklichen. Diese Wirkung kann auch beschrieben werden als umfängliche Arbeit des Menschen an der Welt; sie beinhaltet im Ergebnis das So-und-nicht-anders—Sein des Menschen in einer Zeit und an einem Ort.“
Ehrenämter
Becker war Mitbegründer und Mitglied im Vorstand verschiedener gemeinnütziger Einrichtungen wie dem Förderkreis Camphill Rheinland/Pfalz (bis Oktober 2013), der Alexandra Lang-Stiftung für Patientenrechte (Vorstandsmitglied bis November 2008) oder der Alexandra Lang-Initiative Schule und Arbeitswelt (ALISA), seit 2012 Stiftung Alexandra Lang – Initiative Soziales und Arbeit (Vorstand bis 31. Dezember 2016). In Worms hatte er 2009 eine „Ethikinitiative“ ins Leben gerufen, die sich dem Thema „Nachhaltigkeit in der Erziehung“ verschrieben hatte. Er war 2011 Mitbegründer des Karl König Instituts gem. e.V. in Berlin, bis Juni 2021 Vorsitzender des Vorstands. Oktober 2014 Gründung einer der Berliner Humboldt-Universität assoziierten Initiative „Corporate Communicative Responsibility“, dort Vorsitzender des Vorstands bis 31. Dezember 2021.
Seit 2014 Lehrbeauftragter an der Humboldt-Universität.

## Werke (Auswahl)
Als Autor
- Pais Paizon. Erzählung. Bläschke, St. Michael 1982, ISBN 3-7053-1751-2.
- Du darfst Acker zu mir sagen. Roman. Pfälzische Verlagsanstalt, Landau 1982, ISBN 3-87629-015-5 (unter dem Titel „Unerlaubte Entfernung“, Fischer-Taschenbuch-Verlag, Frankfurt am Main 1985), ISBN 3-596-25847-2.
- Anthroposophie – Revolution von innen. Fischer-Taschenbuch-Verlag, Frankfurt am Main 1985, ISBN 3-596-23336-4, ISBN 978-3-596-30455-4 (Reprint 2015).
- Der römische Cäsar mit Christi Seele. Max Webers Charisma-Konzept. Eine systematisch kritische Analyse unter Einbeziehung biographischer Fakten, Lang, Frankfurt am Main et al. 1988, ISBN 3-8204-8667-4.
- Charisma. Der Weg aus der Krise, Lübbe, Bergisch Gladbach 1996, ISBN 3-7857-0840-8.
- Der Charisma-Faktor. Glücklichsein mit Sisyphos. info3-Verlag, Frankfurt am Main 2016, ISBN 978-3-95779-025-5.
- Als Paulus kam nach Stutensee. Sinniges und Unsinniges in vier Zeilen. Lindemanns Bibliothek, Bretten 2018, ISBN 978-3-88190-989-1.
- Der behauste Mensch. Von vier Wänden und einem Dach über dem Kopf. Im Dialog mit 77 Persönlichkeiten von Aristoteles bis Stefan Zweig. Patmos Verlag, Ostfildern 2021, ISBN 978-3-8436-1297-5 (Print), ISBN 978-3-8436-1328-6 (E-Book).
- Die entkoppelte Kommunikation. Warum wir immer mehr wissen, aber immer weniger verstehen, Lindemanns Bibliothek, Bretten 2022, ISBN 978-3-96308-140-8.
- Behaust-Sein und Hausen. Ein mensch(heit)liches Dilemma: Apokalypse inklusive?, Lindemanns Bibliothek, Bretten 2022, ISBN 978-3-96308-157-6.
- Der Charisma-Effekt. Trump, Thunberg, die Folgen und der Klimawandel oder: Einfache Antworten in einer komplexen Welt? Lindemanns Bibliothek, Bretten 2023, ISBN 978-3-96308-210-8.
- Mäßige Dich! Ein Selbstgespräch über das gute Leben: Das Allzeit-Alles im Allzeit-Jetzt? Lindemanns Bibliothek, Bretten  2024, ISBN 978-3-96308-245-0

Als Herausgeber
- Zwischen 1979 und 1982 zusammen mit Wolfgang S. Freund, Günter Endruweit, Dieter Goetze und anderen Herausgeber von Die Dritte Welt. Vierteljahresschrift zum wirtschaftlichen, kulturellen, sozialen und politischen Wandel. St. Michael, ISSN 0340-160X.
- Zwischen 1982 und 1985 zusammen mit Peter Popitz und Hans Peter Schreiner Herausgeber von acht Bänden "Frankenthaler Gespräche", Pfälzische Verlagsanstalt, Landau/Pfalz
- mit Hans Peter Schreiner: Anti-Politik. Fackelträger-Verlag Schmidt-Küster, Hannover 1979, ISBN 3-7716-1401-5.
- mit Dieter Dietrich, Ernst-Heinrich Lutz und Volker Stahl: Armee für den Frieden. Aspekte der Bundeswehr. Fackelträger-Verlag Schmidt-Küster GmbH, Hannover 1980, ISBN 3-7716-1402-3.
- mit Hans Peter Schreiner: Wahn oder Glaube. Alternativen zur Industriegesellschaft. Fackelträger-Verlag Schmidt-Küster GmbH, Hannover 1980, ISBN 3-7716-1414-7.
- mit Hans Peter Schreiner: Anthroposophie heute. Kindler Taschenbücher, München 1981, ISBN 3-463-02224-9; japanische Ausgabe 1983, Reprint der deutschen Ausgabe Fischer-Taschenbuch-Verlag, Frankfurt am Main 1984, ISBN 3-596-25535-X.
- mit Friedrich Hiebel und Hans Peter Schreiner: Rudolf Steiner. Der anthroposophische Weg. Kindler Taschenbücher, München 1982, ISBN 978-3-463-02238-3; Reprint Fischer Taschenbuch-Verlag, Frankfurt 1983, ISBN 978-3-596-25504-7.
- mit Hans Peter Schreiner: Rudolf Steiner – Praktizierte Anthroposophie. Beiträge für ein humaneres Leben. Fischer Taschenbuch Verlag, Frankfurt am Main 1983, ISBN 3-596-25534-1.
- mit Hans Peter Schreiner: Rudolf Steiner. Ausgewählte Werke. 10 Bände. Fischer-Taschenbuch-Verlag, Frankfurt am Main 1985. Band 1: ISBN 3-596-23091-8, Band 2: ISBN 3-596-23092-6, Band 3: ISBN 3-596-23093-4, Band 4: ISBN 3-596-23094-2, Band 5: ISBN 3-596-23095-0, Band 6: ISBN 3-596-23096-9, Band 7: ISBN 3-596-23097-7, Band 8: ISBN 3-596-23098-5, Band 9: ISBN 3-596-23099-3, Band 10: ISBN 3-596-23100-0.
- Konsum. Lang, Frankfurt am Main et al. 1992, ISBN 3-631-42402-7.
- mit Martin Wentz: Frankfurt am Main. Stadtperspektiven. Verlagsgesellschaft Rudolf Müller, Köln 1992, ISBN 3-481-00555-5.
- mit Stefan Baron und anderen: Die Informationsgesellschaft im Neuen Jahrtausend. Gustav Lübbe Verlag, Bergisch Gladbach 1997, ISBN 3-7857-0883-1.
- mit Hans Peter Schreiner: Geht uns die Arbeit aus? Campus-Verlag, Frankfurt am Main 1998, ISBN 3-593-36080-2.
- Assimiliert. Integriert. Diskriminiert. Minderheiten in Deutschland. Worms Verlag, Worm 2011, ISBN 978-3-936118-23-0.
- mit Richard Steel: Karl König. Über die menschliche Seele. Verlag Freies Geistesleben, Stuttgart 2011, ISBN 978-3-7725-2403-5.

Aufsätze und Buchbeiträge
- Der Raub der Europa und die Zukunft der Menschheit, in: Neue Deutsche Hefte, 3/1978
- Triumph der Gleichgültigkeit, in: Neue Deutsche Hefte, 4/1979
- Eingebung, Einfühlung, Einredung. Aspekte charismatischer Bewegungen bei Max Weber, in: die dritte welt, 3 und 4, 1980, ISSN 0340-160X
- Das Charisma Khomeneinis. Bemerkungen zur islamischen Revolution im Iran, in: die dritte welt, 3 und 4, 1981, ISBN 3-7053-1889-6
- Was ist Anthroposophie? In: Ulrich Sievering (Hrsg.): Ökologischer Landbau, Arnoldshainer Texte, Band 18/1983, ISBN 3-88129-704-9
- Das Essenz-Paradigma und die Bildungsraison, in: EuroNews, 11. Jahrgang, I/2004, ISSN 0948-2040
- Bildungsgut „Energie“. Gesamtheitliche Überlegungen zu einem komplexen Thema, in: Markus Mönig (Hrsg.): Energie - Bildungsinhalt und Bildungsziel, Köln 2013, ISBN 978-3-936172-17-1
- Paradigmenwechsel Energiewende, in: Jörn-Erik Mantz (Hrsg.): Energie-Wissensvermittlung im Unterricht, Aschaffenburg 2013, ISBN 978-3-936172-18-8
- Das mediale Allzeit-Jetzt und der Einzelne, in: Mike Friedrichsen, Roland Kohn (Hrsg.): Digitale Politikvermittlung: Chancen und Risiken interaktiver Medien, Berlin 2013, ISBN 978-3-658-01126-0
- Erfolgskriterium für das Management: Kommunikation in der Immobilienbranche, in: Roland Tichy, Hans-Peter Canibol, Thomas Zinnöcker (Hrsg.): Guide 2014 Wohnungswirtschaft, Düsseldorf 2014, ISBN 978-3-7754-0247-7
- Brexit. Aufruf zur Neubesinnung, in: Info3, Ausgabe Juli–August 2016
- Das Anthropozän als moralische Maxime, in: Info3, Ausgabe Januar 2017
- Zwischen Freiheit und Knechtschaft, in: Info3, Ausgabe Juni 2017
- Vom Flaneur zum „Konsumeur“, in: Info3, Ausgabe Oktober 2017
- Der Architekt als Pädagoge, in: Info3, Ausgabe April 2018
- Warum nicht alles anders wird, in: Info3, Ausgabe November 2018
- Wahrheit und Lüge in der Kommunikation, in: Hans-Peter Canibol und Susanne Theisen-Canibol (Hrsg.): Nachhaltige Kommunikation in unübersichtlichen Zeiten, Schriftreihe Kommunikation Nr. 2, Groß-Gerau 2019, ISBN 978-3-9815157-5-6
- Covid-19 - eine neue Dimension im Anthropozän?, in: ARGOS, Ausgabe 1/2020, ISSN 0949-8648
- Bildungsgut „Wasser“? - Eine Revision von Werten in unserer vernetzten Welt, in: ARGOS, Ausgabe 2/2020, ISSN 0949-8648
- Corona ist Natur pur, in: SPH Newsletter Nr. 79, Januar/Februar 2021
- Vier Mauern und ein Dach über dem Kopf. Die Verantwortung als „Hausender“, in: Sabine Eckhardt (Hrsg.): Die Zukunft der Immobilienwirtschaft, Fakten + Köpfe Verlagsgesellschaft, Groß-Gerau 2021, ISBN 978-3-9815157-7-0
- Am Anfang war – der Oikos, in: ARGOS, Ausgabe 1/2021[20], ISSN 0949-8648
- Macht Euch die Erde untertan. Urbanisierung und die Folgen, in: ARGOS, Ausgabe 2/2021, ISSN 0949-8648
- Zeitenwende? Wendezeit. Eine zeitgemäße Betrachtung, in: ARGOS, Ausgabe 1/2022, ISSN 0949-8648
- Zurück zur Natur? Zurück zum Kreislauf?, in: ARGOS, Ausgabe 2/2022, ISSN 0949-8648
- Vom Walden und vom Hausen. Ein Denkstück zu Natur und Kultur des Menschen, in ARGOS, Ausgabe 1/2024, ISSN 0949-8648